# Byttneria bernieri
Byttneria bernieri är en malvaväxtart som beskrevs av Bénédict Pierre Georges Hochreutiner. Byttneria bernieri ingår i släktet Byttneria och familjen malvaväxter. Inga underarter finns listade i Catalogue of Life.